# Miteum
Miteum is een bestuurslaag in het regentschap Simeulue van de provincie Atjeh, Indonesië. Miteum telt 562 inwoners (volkstelling 2010).